# Tamar (folyó)
A Tamar (korniul Dowr Tamer) Anglia délnyugati részén, Cornwall keleti és Devon nyugati határán lévő folyó. Torkolatánál a Hamoaze-be ömlik, ahol találkozik a Lynherrel, hogy együtt folytassák útjukat a Plymouth Soundig.
A Tamar arról emlékezetes, hogy déli irányba folyik Cornwall északi tengerpartjától mindössze 6 km távolságból indulva. Ehhez a ponthoz közel a nyugati megye határa a Marsland Water mentén halad a tengerhez, így Cornwall majdnem egy szigeten fekszik. Bár a közigazgatási határ majdnem a folyónál húzódik, azért például Bridgerule devoni falu a folyó korni oldalán fekszik. A folyó nem jelenti a területek elszakadását, mivel fölötte majdnem 20 híd ível át, többek között a Tamar híd, melynek használatáért fizetni kell. Másik híres hidja a Royal Albert híd.
927-ben Athelstan elfoglalta a folyótól keletre fekvő területeket, s ezt a részt nevezte ki Cornwall és Wessex határának.
A mostani megyehatárok így is jobban illeszkednek a folyóhoz, mint régen. Például Launceston a nyugati parton az 1960-as évekig Devon, ma Cornwall része.
A Tamar-völgy, mely a kimagasló szépségű természetes területek közé tartozik a folyó alsó szakaszán, a Tavy és a Lynher torkolatától és Launcestontól délre 195 km²-es területen fekszik. Először 1963-ban jelölték a címre, de 1995-ig nem kapta meg.
A Felső-Tamar-tó és az Alsó-Tamar-tó víztározók épültek rajta 1977-ben és 1820-ban. Az Alsó-Tamar-tóból táplálják a Bude-csatornát.

## Képek

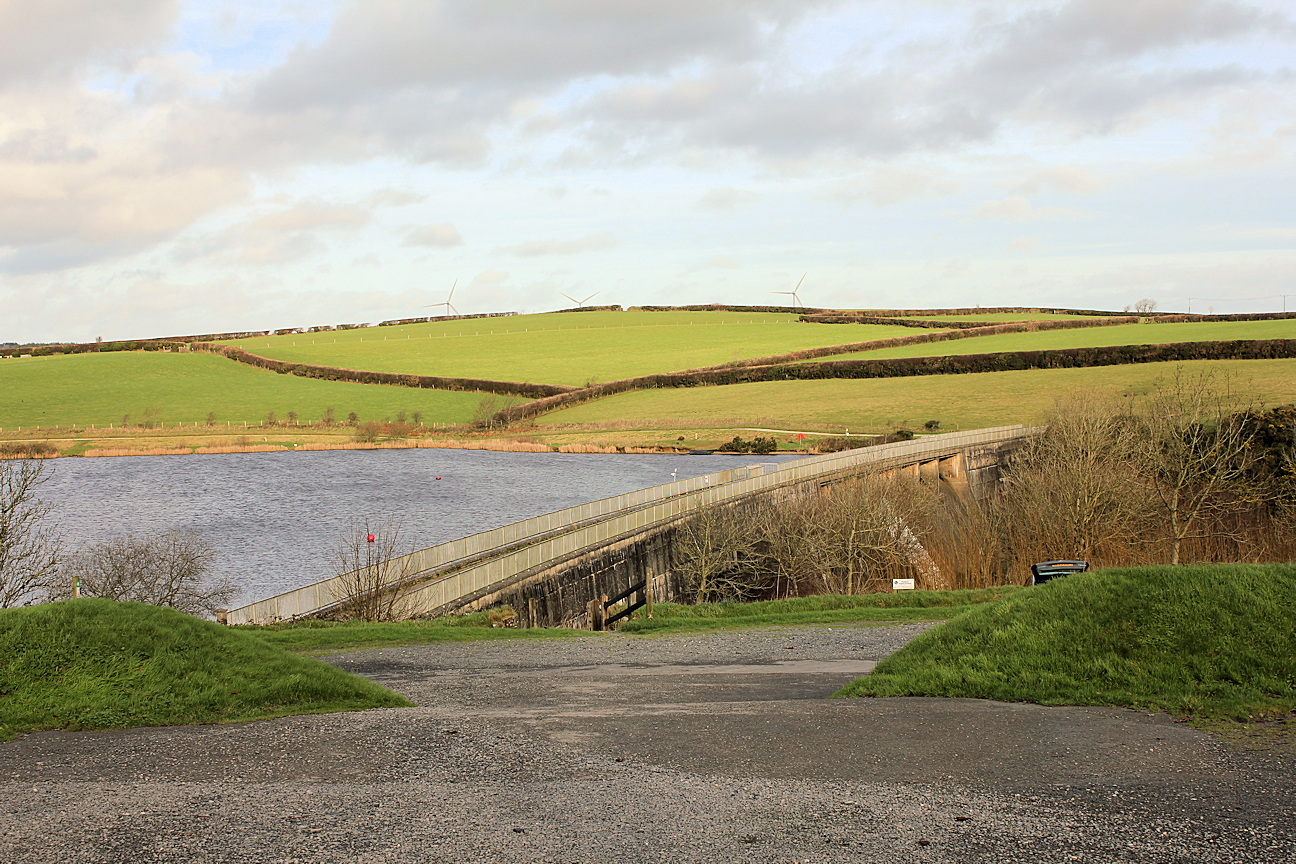
A Felső-Tamar-tó és gátja
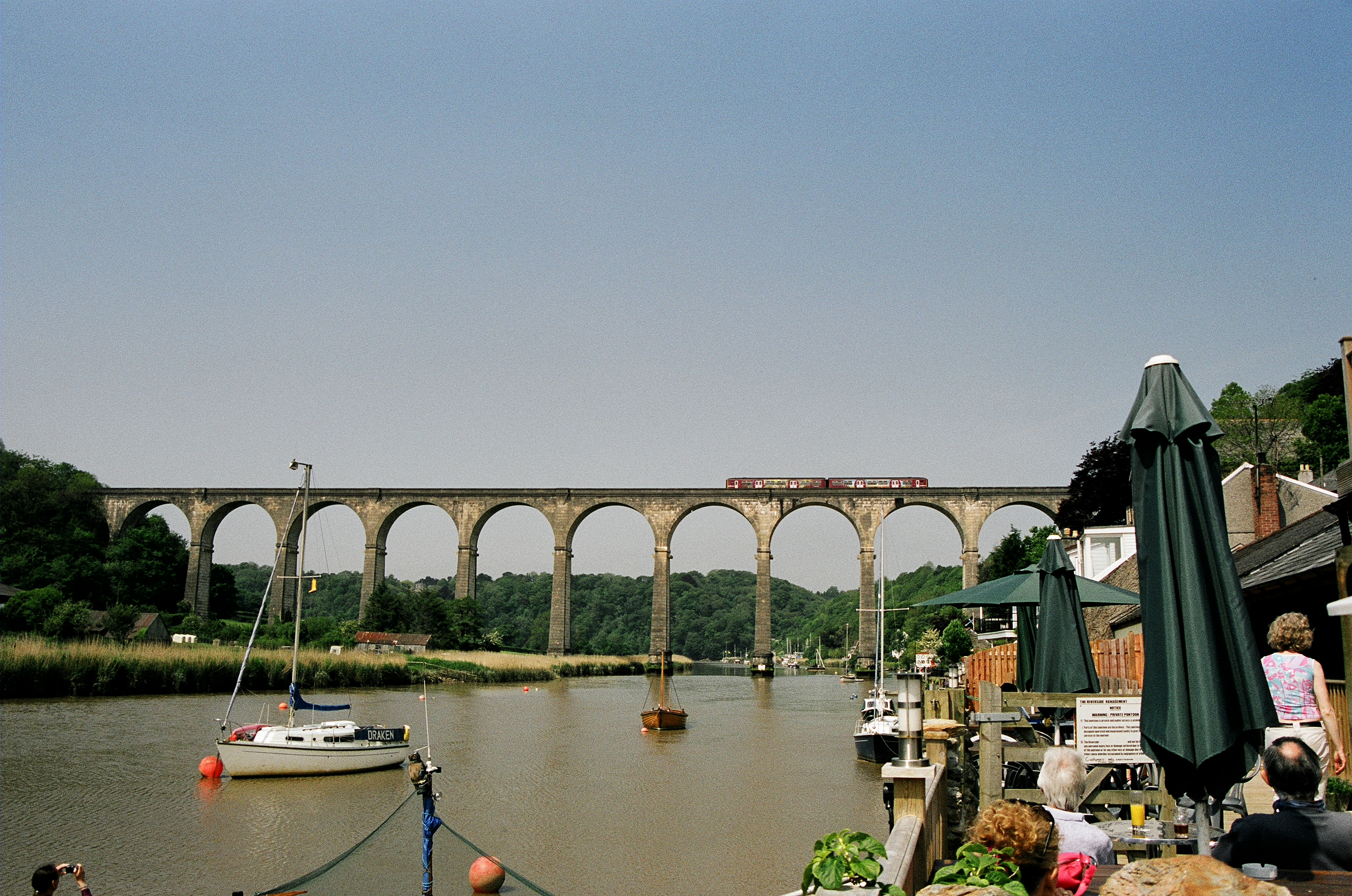
A Calstock-viadukt
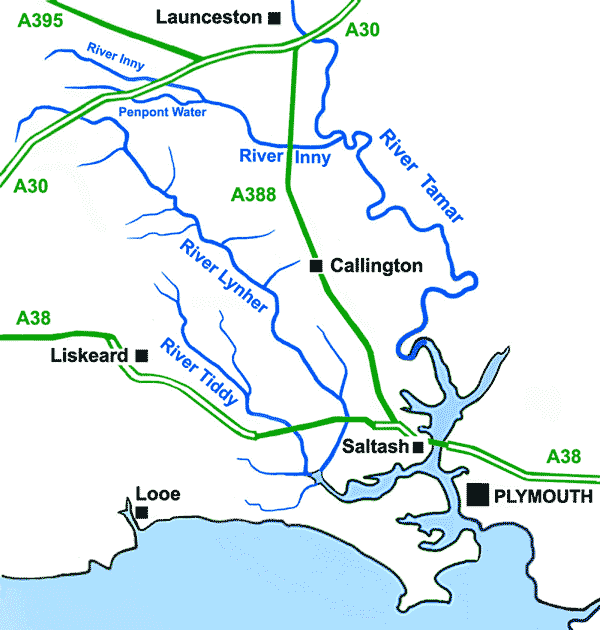
A Tamar torkolatvidéke

## Külső hivatkozások
- Tamar-völgy